# Antinoos

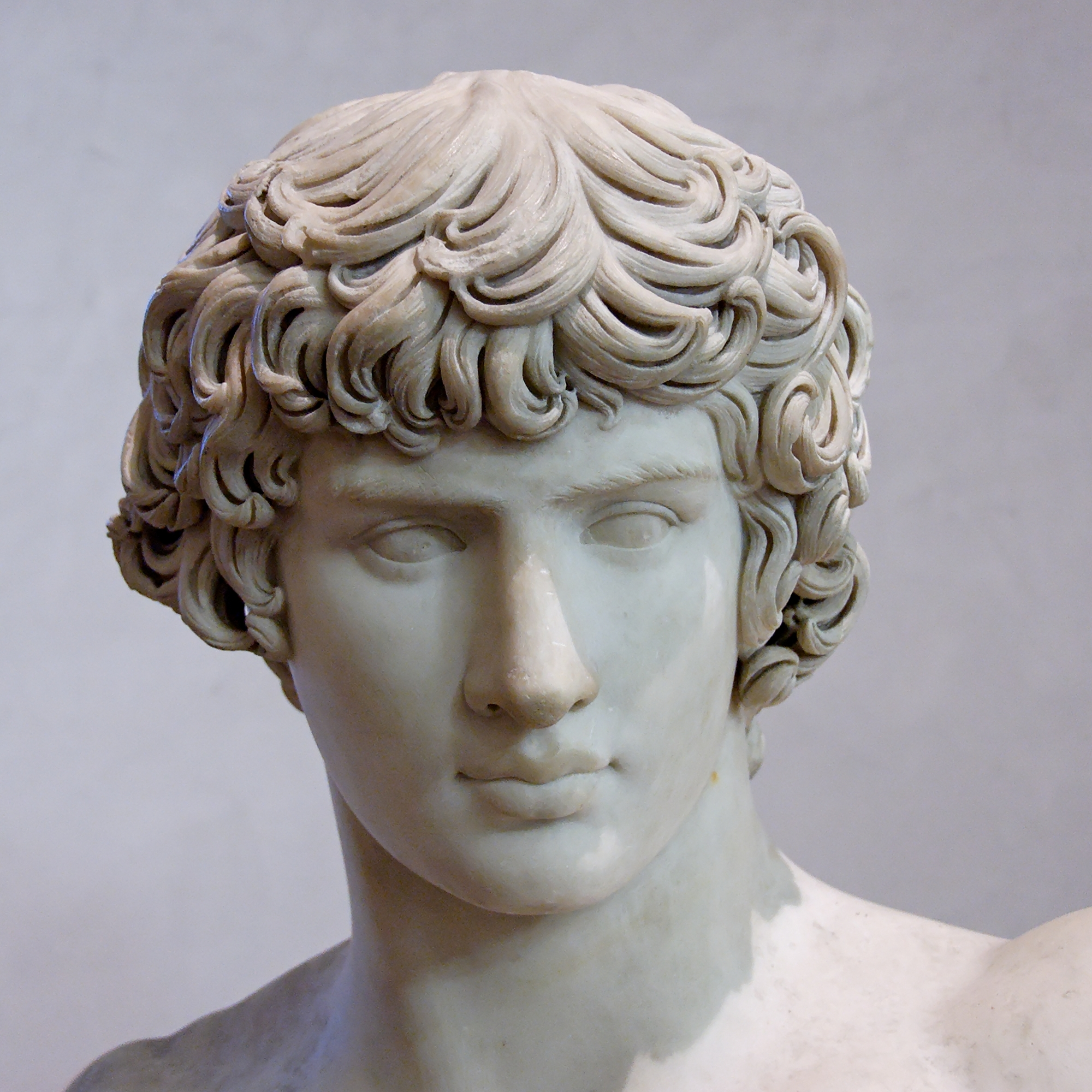
Antinoosbüste aus der Villa Adriana in Tivoli. Heute in Paris, Louvre

Antinoos (altgriechisch Ἀντίνοος, latinisiert Antinous; * 27. November zwischen 110 und 115 bei Bithynion-Klaudiopolis, Bithynien; † am oder kurz vor dem 30. Oktober 130 im Nil bei Besa) war ein Günstling und vermutlich Geliebter des römischen Kaisers Hadrian (76–138). Nach seinem Tod wurde er zum Gott erklärt und verehrt. Viele seiner Bildnisse blieben bis in die heutige Zeit erhalten. Von der Renaissance bis heute wurde die Kunst um Antinoos vielfach rezipiert. Das betrifft sowohl die aus der Antike überlieferte Kunst als auch Nachschöpfungen und Interpretationen antiker Kunstwerke in der Neuzeit.

## Leben und Legenden

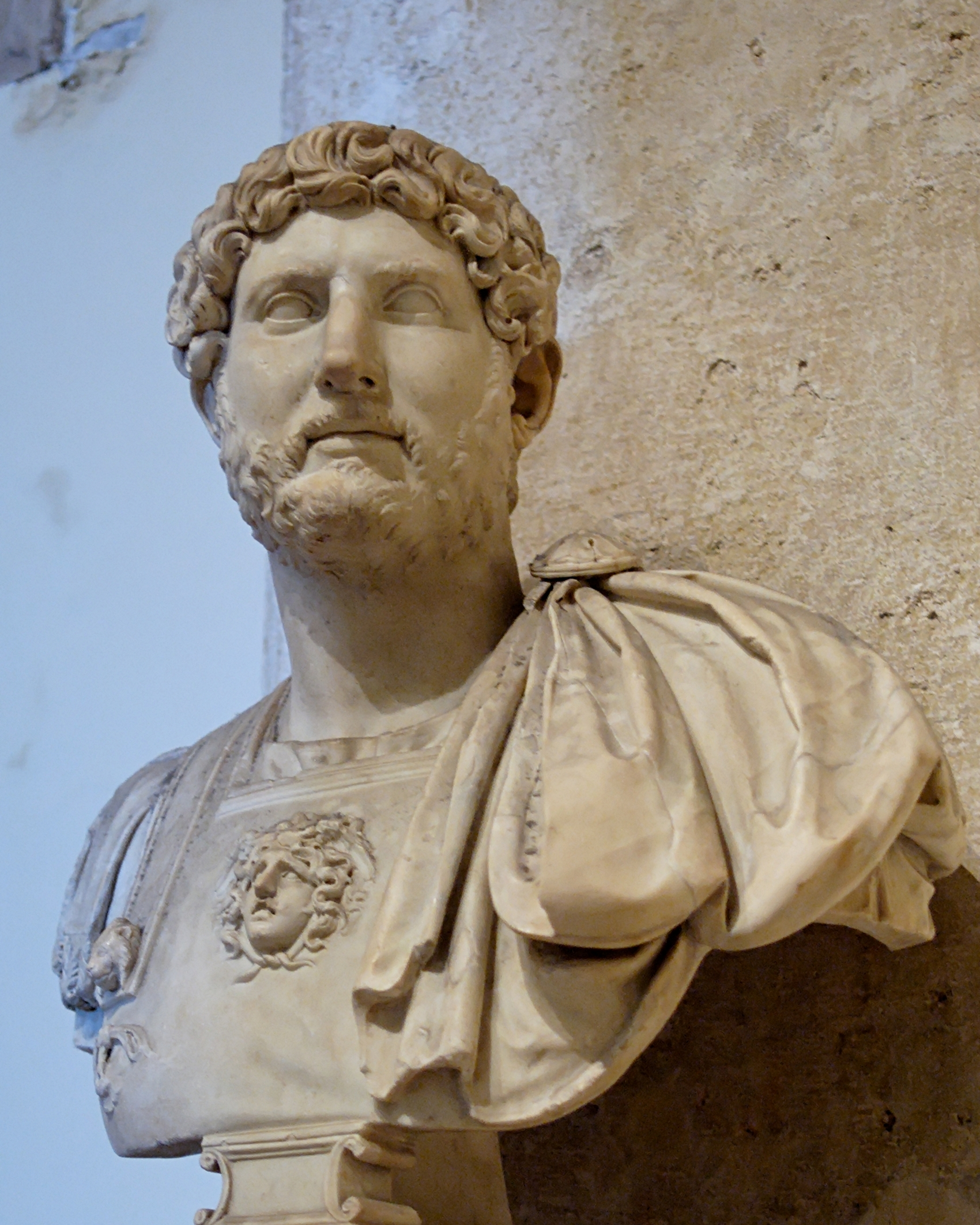
Zeitgenössische Marmorbüste Hadrians. Heute in Rom, Konservatorenpalast

Über Antinoos ist wenig bekannt, seine eigentliche Bedeutung für die heutige Zeit erschließt sich nicht aus seinem Leben, sondern aus seiner bis heute andauernden Nachwirkung. Schon in der Antike wurden die wenigen echten Informationen über sein Leben mit Legenden vermischt. Bis heute beruht die Faszination, die Antinoos ausübt, in erster Linie auf seiner Beziehung zu Kaiser Hadrian und den vielen Kunstwerken, die in Erinnerung an den jungen Mann geschaffen wurden. Die Persönlichkeit hinter den spärlichen Informationen der historischen Quellen und den Kunstwerken konnte die Wissenschaft nie rekonstruieren.
Sicher ist, dass Antinoos zwischen 110 und 115 in einem zu Klaudiopolis gehörigen, später Mantineion genannten, Ort im Nordwesten Kleinasiens geboren wurde. Auf einer der Reisen Hadrians wurde der Kaiser auf den hübschen Knaben aufmerksam. Heute ist nicht mehr genau zu klären, ob das erste Treffen der beiden schon bei Hadrians Aufenthalt in Bithynien 121 oder erst 123/124 stattfand. Von diesem Zeitpunkt an begleitete Antinoos den Kaiser auf all seinen Reisen.
Hadrian strebte zeitlebens einem griechischen Ideal nach. Dazu gehörte in der Vorstellung der Römer auch die Päderastie. Hierbei übernahm der Mann für den Knaben die Rolle des Mentors in allen Lebensbereichen. Christliche Überlieferung und neuzeitliche Rezeption reduzierten diese Beziehungen später immer mehr auf die sexuelle Komponente. Hinzu kam, dass der Kaiser selbst in seiner Ehe mit seiner Frau Vibia Sabina unzufrieden war.
Über die genaue Beziehung Antinoos’ zu Hadrian existieren kaum Informationen. Im Gelehrtengastmahl des Athenaios wird berichtet, dass der alexandrinische Dichter Pankrates sich mit einer besonders raffinierten Schmeichelei dem Hadrian empfohlen haben soll: Der Dichter überreichte dem Kaiser eine rosenrote Lotosblüte mit den Worten, dass diese Blume der „Antinooische Lotos“ genannt zu werden verdiene, aus dem Grund, dass diese dort aus dem Boden entsprungen sei, wo Hadrian einst in der Wüste bei Alexandria einen Löwen im letzten Moment mit einem Speer niederstreckte, kurz bevor dieser Antinoos angefallen hätte. Das Blut des Löwen hätte also gewissermaßen den Lotos gefärbt. Der Kaiser war erfreut und wies dem Dichter eine Stelle im Museion an.
Auch die Umstände des frühen Todes von Antinoos sind von Legenden durchwirkt. Fest steht, dass der Jüngling am oder kurz vor dem 30. Oktober 130 bei der Stadt Besa in Mittelägypten in den Nil fiel und vor den Augen seines väterlichen Freundes ertrank. Die späteren Historiker Cassius Dio und Aurelius Victor berichten, dass die Umstände des Todes unklar waren. Nach einigen Berichten der Historiker war der Tod des Antinoos ein Unfall. Nach anderen Berichten habe er sich für den Kaiser geopfert, um diesem mit dem Opfer ein langes und glückliches Leben zu sichern. Denn Antinoos soll von einem Astrologen erfahren haben, dass sein Freitod dem Kaiser seine noch zu erwartende Lebensspanne zu dessen Lebenszeit schenken würde. In der spätantiken Historia Augusta, einer Sammlung von Kaiserbiografien, deren Angaben allerdings mit größter Vorsicht zu benutzen sind, wird dagegen die Ansicht vertreten, dass sich Antinoos in den Suizid flüchtete, um sich den übermäßigen sexuellen Nachstellungen Hadrians entziehen zu können. Rückblickend kann auch eine höfische Intrige nicht ausgeschlossen werden. Hadrians Frau soll über den Tod des Nebenbuhlers nicht besonders traurig gewesen sein.

## Kultische Verehrung und Urteil in der Antike

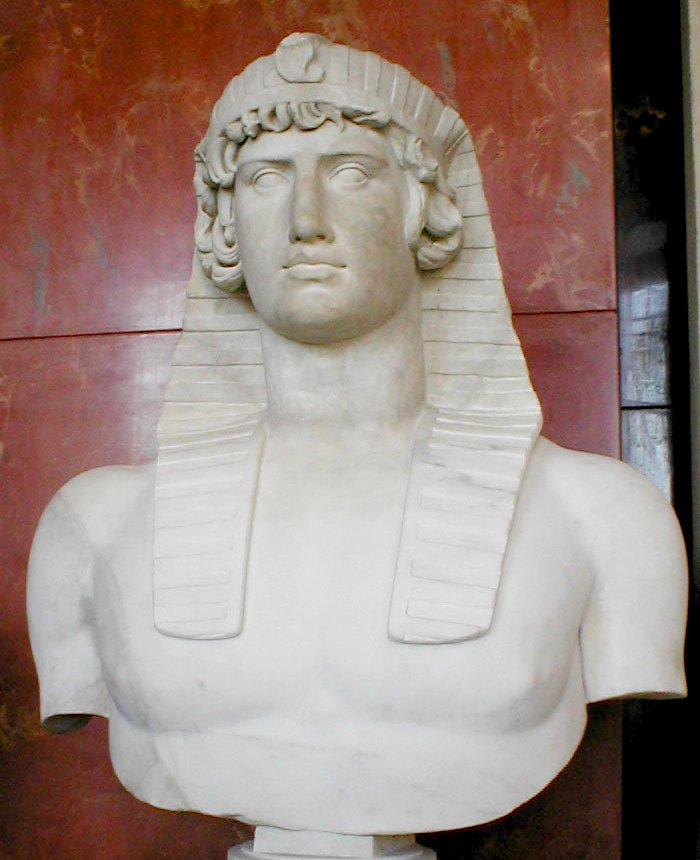
Antinoos als Osiris. Gefunden in der Villa Adriana. Heute in Paris, Louvre

Sofort nach Antinoos’ Tod, möglicherweise noch am selben Tag, begann der tief trauernde Hadrian mit der Würdigung seines jungen Begleiters. Am rechten Nilufer in Mittelägypten, der Stelle des Unglücks, ließ er nach hellenistischem Vorbild die Stadt Antinoupolis errichten. Die Stadt und ihre Bewohner erhielten ganz außergewöhnliche Privilegien und Gunstbeweise des Kaisers. In der Stadt wurde wahrscheinlich auch der Grabbau für den Liebling des Kaisers errichtet. Über den Bau berichtet die Hieroglypheninschrift eines sich heute in Rom befindenden Obelisken. Ursprünglich stand der Obelisk wahrscheinlich auch in Antinoupolis und symbolisierte nach altägyptischem Glauben die Stätte der Wiedergeburt des Toten.

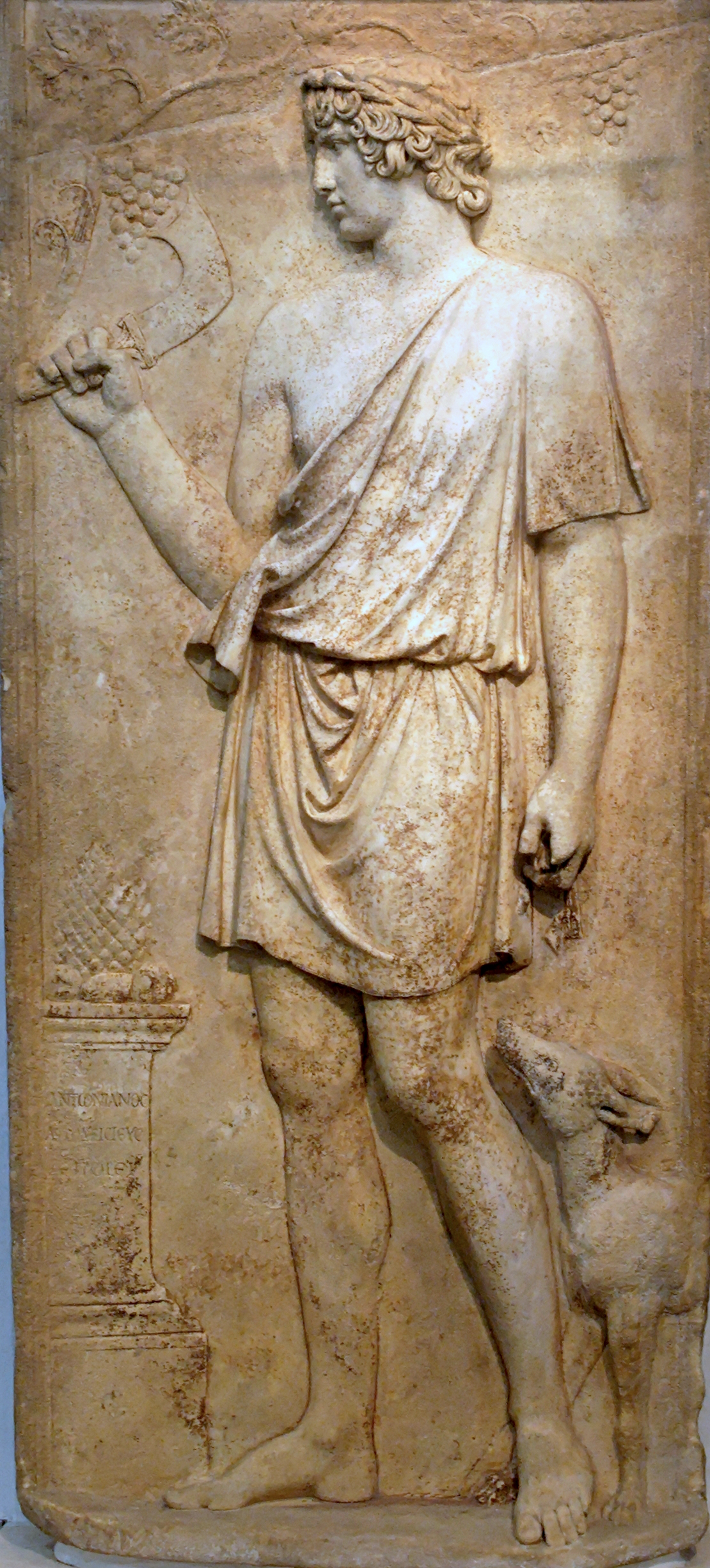
Antinoosrelief als Dionysos, heute in Rom, Museo Nazionale Romano, Palazzo Massimo alle Terme

Sofort nach dem Tod des jungen Mannes begann seine Verehrung als Gottheit oder zumindest als Heros. Vor allem im griechisch geprägten Osten des römischen Reiches konnten sich Antinoos-Kulte durchsetzen. Dies hatte verschiedene Gründe. Schon seit dem hellenistischen Zeitalter wurden Menschen nach ihrem Tod als Gottheit verehrt. In den westlichen Provinzen des Imperiums waren solche Vorstellungen vorhanden, doch konnten sie sich dort nie so stark ausgeprägt etablieren. Zum anderen wollten viele griechische Städte dem griechenfreundlichen Kaiser damit schmeicheln. Antinoos wurde mit Göttern wie Dionysos verschmolzen oder gleichgesetzt. In Ägypten war die Identifizierung mit Osiris von besonderer Bedeutung. Allein der Tod durch Ertrinken in den heiligen Fluten des Nils beinhaltete für die Ägypter eine automatische Erhöhung. Auch der Gott Osiris war laut dem Osirismythos im Nil ertrunken. Somit war die nun folgende Verehrung als Osirantinoos auch nicht überraschend. Als hoher Gott soll er Gebete erhört und Kranke geheilt haben.
In vielen Städten des Reiches begann man schon kurz nach dem Tode des Antinoos mit der Errichtung von Tempeln und der Stiftung von Priesterämtern für den toten Kaiserliebling. Ähnlich den Panhellenischen Spielen, den Panathenäen und den Ptolemäen wurden sportliche und musische Wettkämpfe mit religiösem Hintergrund, die Antinóeia, veranstaltet. Neben Antinoupolis und seiner Heimatstadt Bithynion-Klaudiopolis entwickelten sich die Städte Alexandria und Mantineia in der griechischen Landschaft Arkadien sowie Lanuvium im Latium zu Zentren der Verehrung. Dort wurden alle vier Jahre die Großen Antinoos-Spiele ausgetragen. Im ganzen Reich fanden sich ehrende Inschriften, neben Rom beispielsweise in Lanuvium und Tibur. Auch in der bei Tibur gelegenen Villa Hadrians scheint es einen Antinoos-Tempel gegeben zu haben. In vielen Orten wurden Statuen errichtet und Münzen mit dem Porträt des Verstorbenen geprägt.
Der Rhetor Numenios schrieb dem Kaiser eine Consolatio und der Dichter Mesomedes verfasste Gedichte auf Antinoos. Von einem Gedicht des oben erwähnten Alexandriners Pankratius sind vier Hexameter bei Athenaios überliefert. Außerdem ist ein weiteres Gedicht eines unbekannten Dichters überliefert. Wohl der Höhepunkt der Verehrung war die Benennung des Sternbildes Antinoos nach dem jungen Bithynier.
Der zeitliche Höhepunkt der Antinoosverehrung fiel in die acht Jahre zwischen seinem und Hadrians Tod im Jahre 138. Was die Zeitgenossen des Kaisers von dessen schon fast obsessiver Verehrung dieses eigentlich unbedeutenden Mannes hielten, ist nicht überliefert. Doch scheint die Verehrung zum Teil echt gewesen zu sein. Im Ostteil des Reiches sah man Antinoos wegen des vermeintlich erlittenen Opfertodes für den väterlichen Freund als Helden. Ganz anders sahen ihn die frühen Christen. Weder der angebliche Opfertod noch die mysteriösen Todesumstände wurden bei ihnen thematisiert. Sie gingen sowohl sehr kritisch als auch polemisch mit ihm ins Gericht. Zum einen sahen sie in ihm einen von Menschen geschaffenen unseligen (infelix) Mythengott, zum anderen den Buhlknaben des Kaisers, der sich diesem für dessen homosexuelle Praktiken zur Verfügung gestellt hatte. Antinoos wurde, vor allem bei den Kirchenlehrern des 4. Jahrhunderts, zu einem Symbol für die moralische Verkommenheit und Vielgötterei der Römer. Dennoch werteten spätere christliche Autoren den Opfertod noch positiv um und stellen ihn sogar auf eine Stufe mit der Selbstlosigkeit eines Jesus Christus.

## Darstellung in der antiken Kunst
Obwohl es eher unüblich war, dass Personen, die nicht zum Kaiserhaus gehörten, in so überragender Weise gewürdigt wurden, gibt es von Antinoos noch heute sehr viele überlieferte Bildnisse. Das ist vor allem deshalb so besonders, da die Hauptverehrungszeit des Jünglings kaum zehn Jahre, von seinem Tod bis zum Tode Hadrians, betrug. Es ist unklar, ob es schon zu seinen Lebzeiten Antinoosbildnisse gab. Alle überlieferten Bildnisse sind nach seinem Tod entstanden. Allein aus dem Bereich der Freiplastik sind etwa 100 Bildnisse überliefert. Hinzu kommen etwa 250 Münzporträts und weiter Bildnisse der Kleinkunst (Gemmen, Kameen, Bronzen und Ähnliches). Obwohl Antinoos keine öffentlichen Ämter bekleidet hatte und somit nur als Privatperson gelten konnte, haben seine Bildnisse nicht den Charakter von Privatporträts. Neben der hohen Anzahl ist auch die ikonografische Bandbreite der Werke überraschend. Auch hier gibt es nur Entsprechungen bei den römischen Kaiserporträts. Die verschiedenen Bildnistypen sowohl in Form von Plastiken sowie in numismatischer Form vereinigten in sich verschiedene Aspekte der kaiserlichen Propaganda.

### Skulptur
Die Bildnisse des Antinoos waren stilbildend für Porträts von Jünglingen des 2. Jahrhunderts. Viele im Verlauf des Jahrhunderts entstandenen Skulpturen beziehen sich auf die Antinoosbildnisse. Auch deshalb ist die eindeutige Identifizierung nicht immer sicher. Das Gesicht wirkt weich und ist ein wenig füllig. Die Lippen sind voll, der Mund aber nicht sehr groß. Die Nase ist sehr gerade, die Augenbrauen geschwungen. Der Blick ist im Allgemeinen etwas abwesend und vor allem schwermütig. Besonders auffällig sind die bis in den Nacken fallenden Locken. Auf den ersten Blick wirken sie chaotisch, bei genauerem Hinsehen jedoch erkennt man eine strenge Ordnung. Anhand der Haare lassen sich zwei leicht voneinander abweichende Stile unterscheiden, zum einen der „Typus Mondragone“, zum anderen der „Ägyptisierende Typus“.
Sind sich die Porträts einander alle recht ähnlich, so gab es für den Körper verschiedene, zum Teil sehr unterschiedliche Varianten. Es wird vermutet, dass das Urbild, von dem die Kopien abstammen, auf einer Statue des „strengen Stils“ der griechischen Frühklassik basiert. Womöglich ist dieses Urbild der sogenannte „Tiberapoll“. Vom klassischen Vorbild wurden für manche Statuen beispielsweise Standmotiv, Kopfwendung und die Proportionalisierung, vor allem die des Rumpfes, übernommen. Doch enthalten die Bildnisse ebenso Elemente, die für die hadrianische Zeit üblich sind. Die Formen sind breiter und voller, die Frontalansicht wird mehr betont und der Oberkörper ist gerade aufgerichtet. Somit entsprechen die Bildnisse dieses Typs den klassizierenden Tendenzen der zeitgenössischen Bildhauerkunst. Man strebte die Verbindung des klassischen Idealbildnisses von jugendlicher Schönheit mit naturalistischen Details an. Nicht weniger deutlich ist auch bei den Porträts die klassisch-hadrianische Verschmelzung erkennbar. Doch bildeten griechische Künstler der Klassik im Allgemeinen keine echten Porträts, sondern idealisierte Bilder ab, verbinden sich hier diese Vorstellungen von einer idealen Schönheit mit den realen Porträtzügen des Verstorbenen.
Häufig erhielten die Statuen die Attribute von Gottheiten, mit denen Antinoos identifiziert oder verschmolzen werden sollte. Neben Dionysos und Osiris waren das beispielsweise Apollon, Hermes und Vertumnus.

### Numismatik
Seit 133/34 wurden in verschiedenen Städten des griechischen Ostens Münzen mit dem Porträt des Antinoos geschlagen. Aus dem Westen des Reiches, selbst aus der Stadt Rom, sind keine Antinoosprägungen bekannt. Datieren kann man die Münzen relativ genau, da in Ägypten das lokale Datum auf die Münzen geprägt wurde. Die letzten Prägungen sind für das Todesjahr des Kaisers belegt. Somit kann man sagen, dass maximal fünf Jahre lang Antinoosmünzen geprägt wurden. Es zeigt einmal mehr, wie groß der Schmerz Hadrians oder die echte Verehrung des Jünglings im Osten gewesen sein mussten, da in so kurzer Zeit 250 verschiedene Münzen geprägt wurden. Normalerweise wurden auf der Vorderseite nur Kaiser, Angehörige des Kaiserhauses oder Götter porträtiert. Antinoos war hier eine besondere Ausnahme, die allerdings durch die Apotheose gerechtfertigt werden konnte.
Die Antinoosprägungen hatten einzelne Zentren. Dazu gehörten die Landschaften Arkadien in Griechenland, Bithynien in Kleinasien und Alexandria in Ägypten. Besonders hochwertige Münzen wurden in Smyrna geprägt. Die Prägungen erfolgten durchgängig in Bronze. Es lassen sich drei verschiedene Gruppen erkennen. Erstens gab es große Münzen mit fein gearbeiteten Bildnissen, die schon fast Medaillencharakter hatten. Die zweite Gruppe waren kleinere, normale Münzen. Die dritte waren sehr kleine Münzen von schlechter Qualität. Im Allgemeinen zeigten Münzen auf dem Avers das Kopf- oder Brustbild des Antinoos. Inschriftlich wird er auf den Münzen als Heros oder Gott bezeichnet. Die Münzen aus Alexandria und Tarsos verzichteten auf diese Inschrift. Sie kennzeichneten die Göttlichkeit des Verstorbenen mit einer Hemhem-Krone oder einem die göttliche Natur des Abgebildeten symbolisierenden Stern.

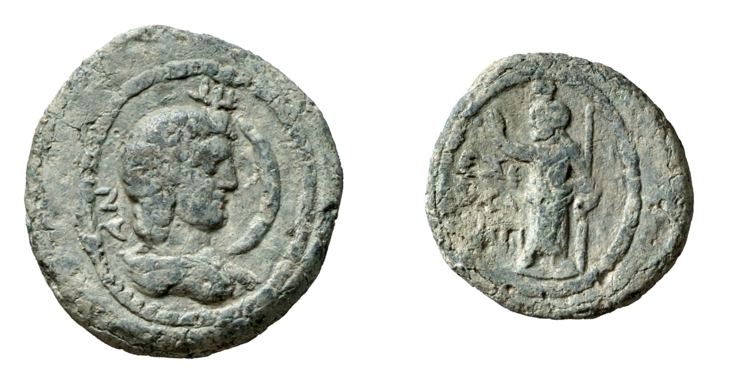
Römische Bleitessera geprägt in Alexandria. Avers: Antinoos mit Hemhem-Krone und Mondsichel. Revers: Serapis mit Kalathos und Zepter

Die Uniformität der Vorderseite wurde durch eine variablere Reversdarstellung ergänzt. Im kleinasiatischen Kyme prägte man auf die Rückseite Athena Promachus, in Tarsos Dionysos auf einem Panther reitend, einen einzelnen Panther oder den lokalen Flussgott Kydnos. Nikopolis zeigt die Ansichten von Gebäuden und Stadttoren oder einen Stier, den auch Mytilene prägen ließ. In Arkadien findet man ein Pferd auf dem Revers, in Delphi einen Dreifuß. Seltener sind direkte Bezüge zu Antinoos. In seiner Geburtsstadt sieht man ihn neben einem laufenden Rind als Antinoos-Hermes, in Tarsos als Dionysos-Osiris.
Die Prägungen sollten nicht zuletzt auch den Kaiser freundlich stimmen und ihn der Loyalität der einzelnen Städte versichern. Für die Eigenpropaganda ließen sich auf den Prägungen mehrerer Städte auch die Stifter der Prägungen erwähnen. Neben Münzen wurden auch Tesserae aus Blei geprägt.
Schon in der Antike schätzte man offenbar die Münzen des medaillenähnlichen Typs. Es sind antike Umarbeitungen zu kleinen Sonnenuhren und Taschenspiegeln bekannt. Auch wohl als Spielsteine verwendete Münzen mit stark abgeschliffener Rückseite sind bekannt. Es sind auch Münzabdrücke in Ton überliefert. Diese Terrakotta-Appliken wurden als Votivgaben oder zur Verzierung von Holzsarkophagen benutzt. Noch heute sind diese Münzen begehrte Sammlerstücke. Es sind auch Fälschungen aus der Frühen Neuzeit, Paduaner genannt, bekannt.

## Neuzeitliche Rezeption

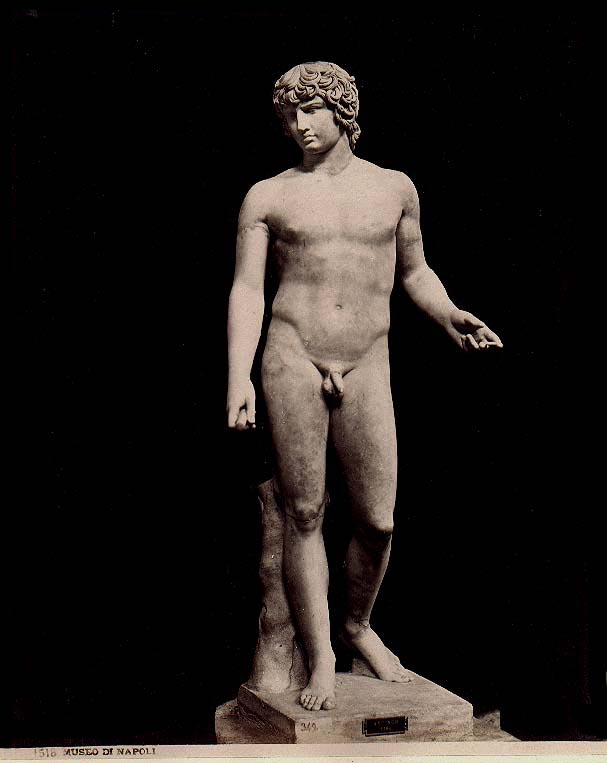
Antinoos Farnese

Fast parallel zur Wiederentdeckung der antiken Kunst in der Renaissance kam es auch zur Wiederentdeckung des Antinoos. Zu Beginn stand explizit die Beschäftigung mit der Darstellung in der Kunst, nicht das Interesse an der Person oder am Mythos des Bithyniers, im Mittelpunkt. Positiv für diese Entwicklung war, dass es gerade im Bereich der Plastik und der Münzen, also den beiden Gebieten, mit denen die Erforschung der antiken Kunst begann, viele überlieferte Artefakte gab. Zudem wurde auch schon früh festgestellt, dass der Antinoostypus ein besonders klassisches Beispiel der antiken Kunst darstellt. Im Überschwang wurden sogar des Öfteren Statuen als Antinoos identifiziert, die eigentlich eine andere Gottheit darstellten. Zwei der wichtigsten Antinoos-Porträts, die besonders wichtig für die Betrachtung der Antinoos-Rezeption waren, sind die sogenannten Antinoos von Belvedere aus den Vatikanischen Museen und Kapitolinischer Antinoos aus den Kapitolinischen Museen in Rom.

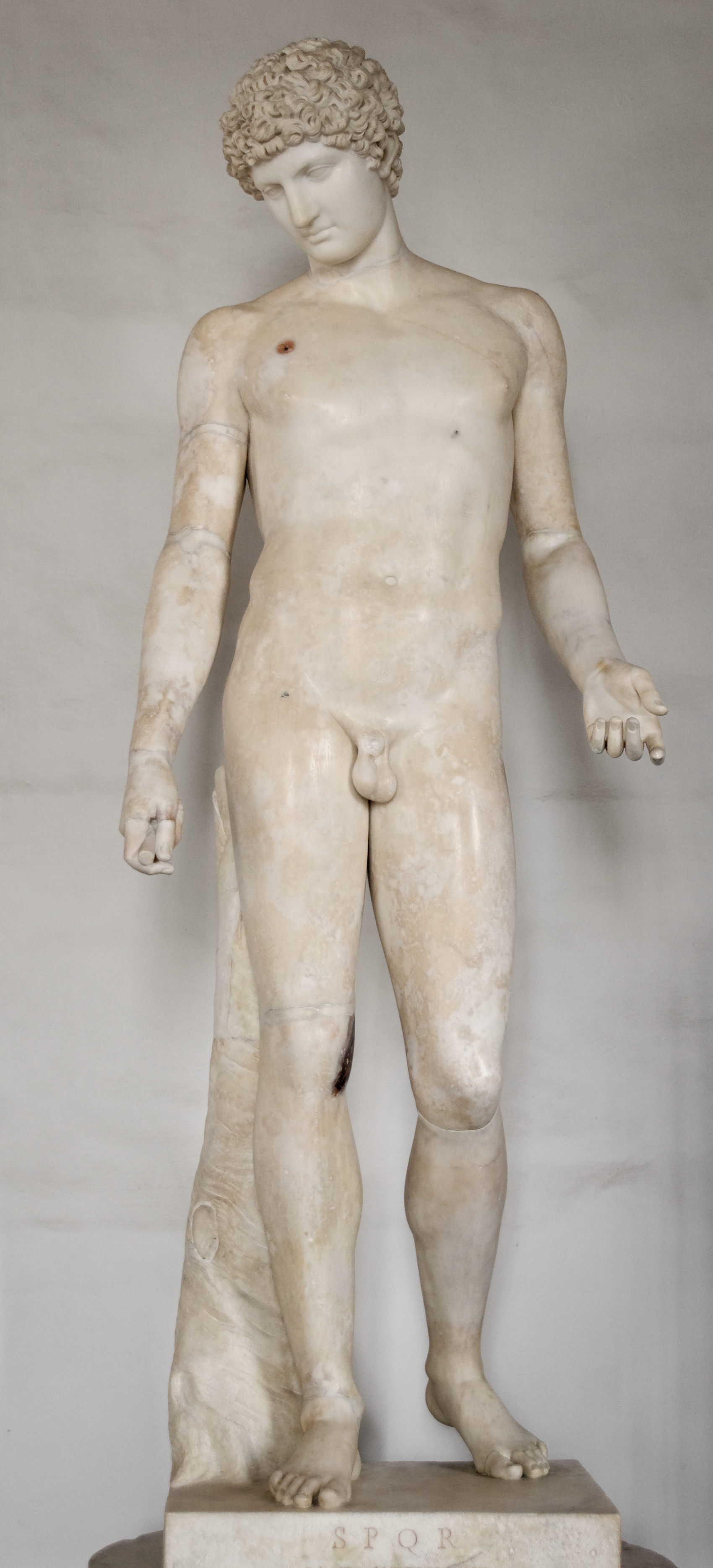
Kapitolinischer Antinoos

### Der Antinoos von Belvedere und der Kapitolinische Antinoos

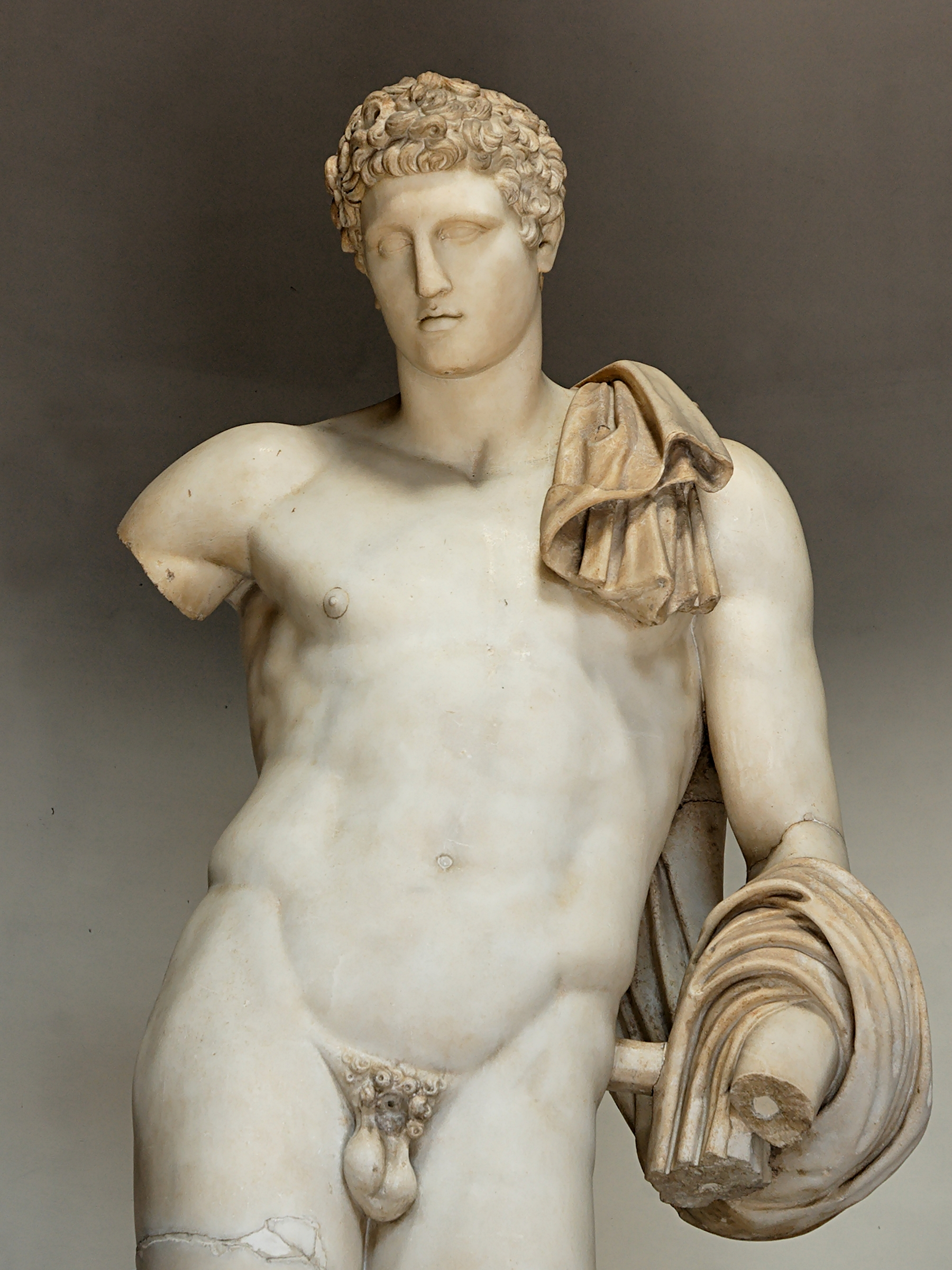
Antinoos von Belvedere (heute Hermes)

Der Antinoos von Belvedere wurde erstmals 1543 erwähnt. Es ist demnach anzunehmen, dass er nur wenig früher gefunden wurde. Ulisse Aldrovandi berichtete 1556, dass die Statue auf dem Esquilin, in der Nähe von San Martino gefunden wurde. Michele Mercati hingegen berichtet in den 1580er Jahren, man habe die Statue in einem Garten beim Castel Sant’ Angelo gefunden. Nicolaus de Palis, auf dessen Grundstück die Statue gefunden wurde, gab bei der ersten schriftlichen Erwähnung des Fundes an, diesen an Papst Paul III. für 1000 Dukaten verkauft zu haben. Die Skulptur wurde wegen ihrer Ästhetik hoch geschätzt und im Belvedere-Hof des Vatikans aufgestellt, woher auch der Name stammt. Schon 1545 wurde eine erste Abgussform gefertigt. Andere Deutungen, wie die als Genius eines Prinzen, konnten sich nicht durchsetzen. In der Folgezeit gehörte die Statue zum universellen Kanon der Beschäftigung mit Antiken. In nahezu allen wichtigen Werken der Frühen Neuzeit wurde auch über sie berichtet. Künstler wie Gian Lorenzo Bernini, François Duquesnoy und Nicolas Poussin studierten an der Skulptur die antiken Fertigkeiten. Die Königshäuser von England, Spanien und Frankreich ließen sich Kopien aus Bronze oder Marmor fertigen. Auch Johann Joachim Winckelmann schätzte die Statue aufgrund ihrer Schönheit, wenngleich er etwa an Beinen und Nabel einige Schönheitsfehler bemängelte. Er deutete sie fälschlich als Meleager. Doch auch die Deutung als Antinoos war, auch wenn sie für die Erforschung des Antinoos-Porträts immens wichtig war, letztlich falsch. Ennio Quirino Visconti deutete die Statue im frühen 19. Jahrhundert als Darstellung des Merkur. Diese Deutung war überzeugend und hat bis heute Bestand. Nachdem in einem Grab in Andros eine vergleichbare Statue gefunden worden war, nannte man diesen Statuentyp „Hermes Andros-Farnese“.
Nicht weniger rezipiert wurde der Kapitolinische Antinoos, auch Antinous Albani genannt. Er befand sich mindestens seit 1733 in der Sammlung des Kardinals Alessandro Albani. In einem Bestandskatalog wurde vermerkt, dass die Statue zu den höchsten Kunstwerken der Antike zähle. 1750 berichtet Pierre-Jean Mariette, dass die Statue wohl in den letzten 30 Jahren seit ihrer Auffindung fast vergessen worden wäre, wenn man in ihr nicht ein Idealbild zum Studium der Proportionen erkannt hätte. Oft wurde der Kapitolinische Antinoos mit dem Antinoos von Belvedere in Ästhetik und Stil verglichen. Duquesnoy und Poussin studierten auch diesen Antinoos eingehend. Das Urteil beim Vergleich beider Statuen war sehr unterschiedlich. Winckelmann äußert sich in seinen Werken mehrfach und eingehend zu verschiedenen Antinoos-Darstellungen, nicht jedoch zum Kapitolinischen Antinoos. Nur in einem Brief gab er beiläufig an, die Statue, abgesehen vom Kopf, nicht zu schätzen. Ebenso wie der Antinoos von Belvedere wurde auch diese Statue häufig repliziert. Unter anderem fand sich eine Kopie am französischen Königshof. Vor allem kursierten jedoch verkleinerte Nachbildungen in ganz Europa. Wie auch beim Kapitolinischen Antinoos konnte Ennio Quirino Visconti jedoch nachweisen, dass es sich gar nicht um die Darstellung des Antinoos, sondern erneut um die des Hermes handelte.

### Der Antinoos-Jonas und das Relief Villa Albani
Das möglicherweise bedeutendste Werk der bildnerischen Rezeption war der Antinoos-Jonas in der Chigi-Kapelle in der Kirche Santa Maria del Popolo in Rom, die Raffael ab 1513 errichtete. Für die Kirche schuf Lorenzetto nach Vorgaben des Raphael auch eine Statue des Antinoos, die er nach antikem Vorbild mit einer anderen Person verschmolz. Raphael wählte allerdings keine antike Gottheit, sondern den Propheten Jonas und christianisierte somit die Figur des Antinoos. Jonas war nun nicht mehr der alte, bärtige Prophet, sondern ein junger, etwas labil wirkender Mann, der gerade dem Tode entronnen war. Er sitzt nackt, nur leicht mit einem Gewand bedeckt auf einem Fisch. Das Porträt ist ohne jeden Zweifel antiken Antinoos-Porträts nachempfunden. Da fast alle Antinoosbildnisse erst später ausgegraben wurden, haben sich die beiden Künstler wohl vom damals schon bekannten Antinoos-Farnese inspirieren lassen, der zu dieser Zeit Teil der Chigi-Sammlung war und sich heute im Nationalmuseum Neapel befindet.

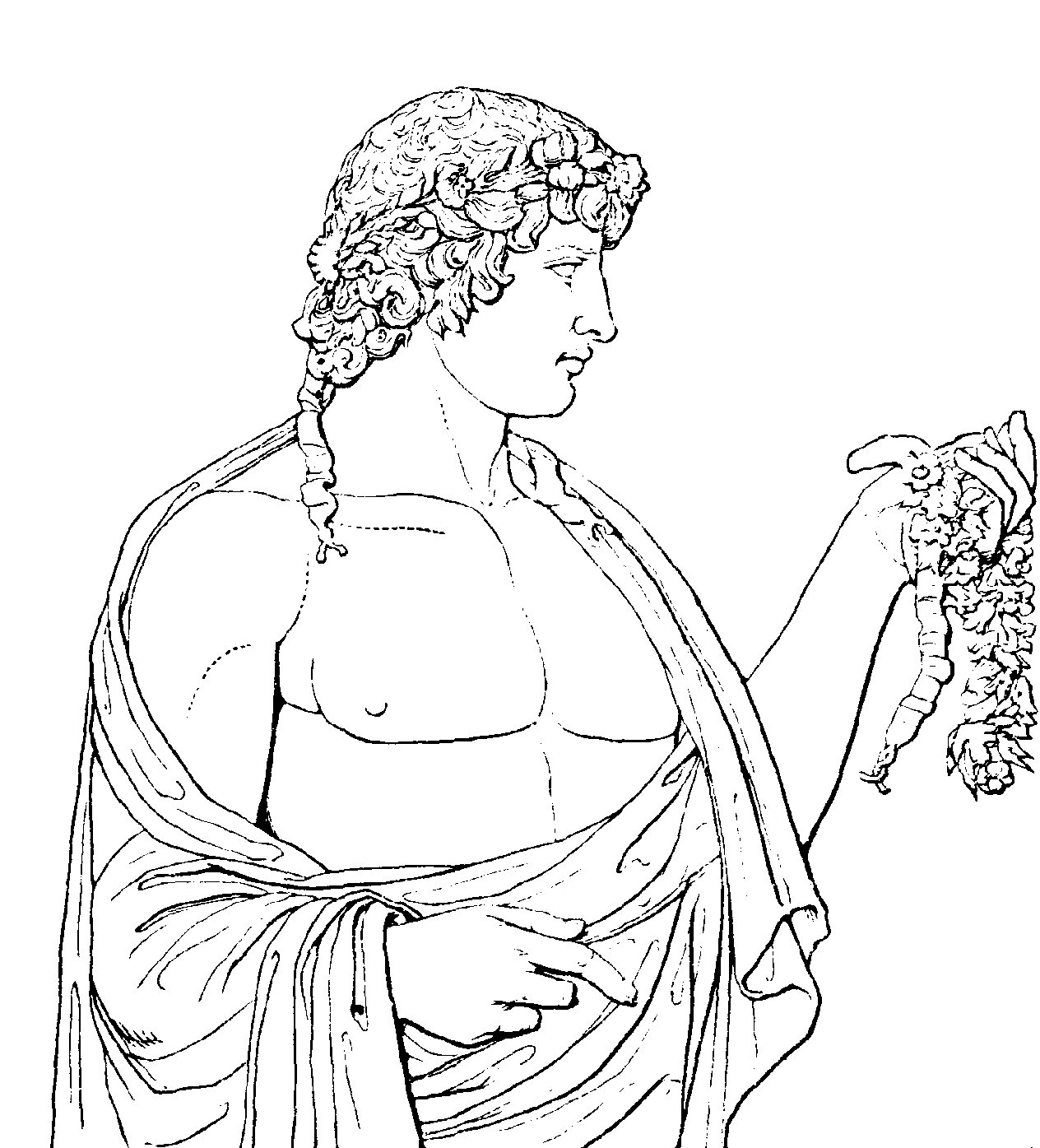
Relief Villa Albani, Zeichnung aus dem 19. Jahrhundert

1734 wurde in der Nähe der Villa Adriana ein Relief ausgegraben, das sich heute in der Villa Albani in Rom befindet. Sofort seit der Auffindung galt es in Fachkreisen als besonders herausragendes Kunstwerk.

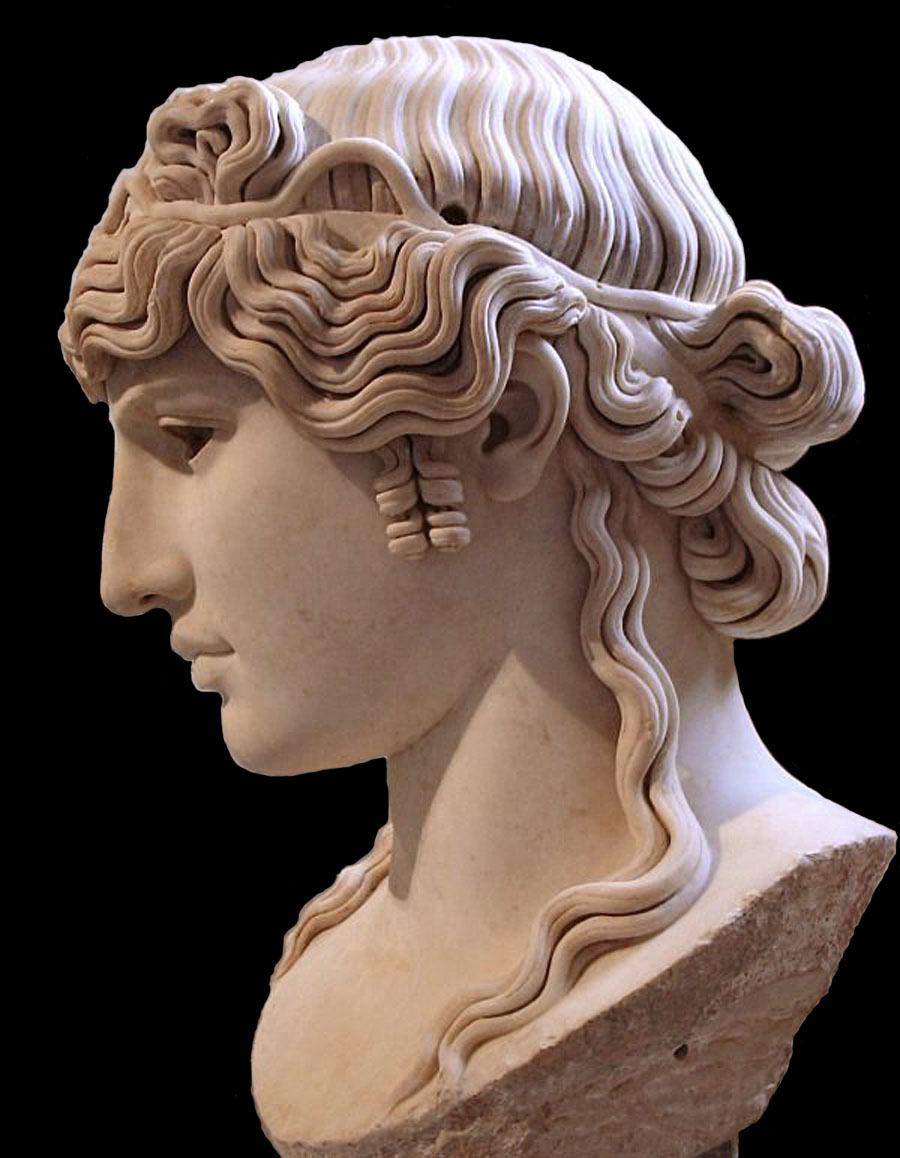
Antinoos Mondragone im Profil, Paris, Louvre

Zusammen mit dem Kopf Mondragone, einem Antinoos-Porträt, befand Winckelmann das Relief als die Ehre und die Krone der Kunst dieser sowohl als aller Zeiten. Das Relief zeigt besonders individuelle Züge des Antinoos. Dem entgegen ist der Kopf Mondragone ein Beispiel der besonders idealisierten Darstellung. Der Kopf gehörte wahrscheinlich zu einem kolossalen Kultbild des Antinoos. Er wurde hier mit Hemhem-Krone als Dionysos-Osiris gezeigt. Der Kopf wurde um 1720 gefunden und erstmals in der Villa Mondragone bei Frascati ausgestellt. Hiernach erhielt er auch seinen Namen. Winckelmann beschrieb den Kopf als nach dem vaticanischen Apollo und dem Laokoon das Schönste, was uns übrig ist. Winckelmann erkannte beide Werke richtigerweise als hadrianisch und als auf klassisch-griechischen Vorbildern beruhend.
Von der zweiten Hälfte des 17. Jahrhunderts bis zum Ende des 19. Jahrhunderts waren Büsten und Statuetten zumeist aus Bronze weit verbreitet. Viele dieser verkleinerten, sich am jeweiligen zeitgenössischen Geschmack orientierenden Nachschöpfungen, sind in der Rezeption aus heutiger Sicht häufig als kitschig bezeichnet worden. Eine Marmorstatue von Franz Jakob Schwanthaler, im Volksmund „Der Harmlos“ genannt, ist ein Bildnis des Jünglings Antinoos; sie steht nahe dem Englischen Garten in München.

### Antinoos in Ausstellungen
In den letzten Jahren rückte Antinoos wieder besonders in den Mittelpunkt der Forschung. Vom 3. Dezember 2004 bis zum 1. Mai 2005 fand eine von der Antikensammlung Berlin organisierte Ausstellung Antinoos – Geliebter und Gott im Pergamonmuseum statt. Auch das Henry Moore Institute im englischen Leeds veranstaltete vom 25. Mai bis zum 27. August 2006 unter dem Titel Antinous. The face of the Antique eine große Antinoos-Ausstellung. Im Ashmolean Museum in Oxford wurde 2018/19 die Ausstellung Antinous. Boy made God gezeigt.

### Antinoos in der Literatur und Musik
Die Beschäftigung mit Antinoos und seiner Beziehung zu Hadrian endete jedoch nicht mit der Auseinandersetzung mit der antiken Kunst und ihrer Nachschöpfung und Neuinterpretation. Auch Romane wurden verfasst. George Taylors Roman Antinous. Historischer Roman aus der römischen Kaiserzeit stammt aus dem Jahr 1880, Oscar Linkes Antinous, des Kaisers Liebling. Ein Seelengemälde aus dem Alterthume aus dem Jahr 1888. Ernst Sommers Roman Antinous oder die Reise eines Kaisers erschien erstmals 1955, Ulrich Stöwers Roman Antinous, Geliebter! Ein Schicksalsjahr für Kaiser Hadrian wurde erstmals 1967 veröffentlicht. Georg Ebers’ Der Kaiser (1890) und Marguerite Yourcenars Ich zähmte die Wölfin (1951) behandeln die Beziehung der beiden ebenfalls ausführlich.
Die Wiener Komponistin Irma von Halácsy (1880–1953) schrieb auf ein eigenes Libretto eine Oper Antinoos, von der Fragmente 1911 uraufgeführt wurden. Eine vollständige Aufführung der Oper fand nie statt.
Am 13. Oktober 2018 wurde die Oper Hadrian von Rufus Wainwright im Four Seasons Centre for the Performing Arts in Toronto von der Canadian Opera Company uraufgeführt. Die Oper handelt vom Leben Kaiser Hadrians und setzt einen Schwerpunkt auf dessen Beziehung zu Antinoos.